# Кобилача
Кобилача́ (рос. Кобылача) — присілок у складі Афанасьєвського району Кіровської області, Росія. Входить до складу Пашинського сільського поселення.
Населення становить 3 особи (2010, 6 у 2002).
Національний склад станом на 2002 рік — росіяни 100 %.